# Musée Georges Labit
Koordinaten: 43° 35′ 28″ N, 1° 27′ 30″ O

Musée Georges Labit

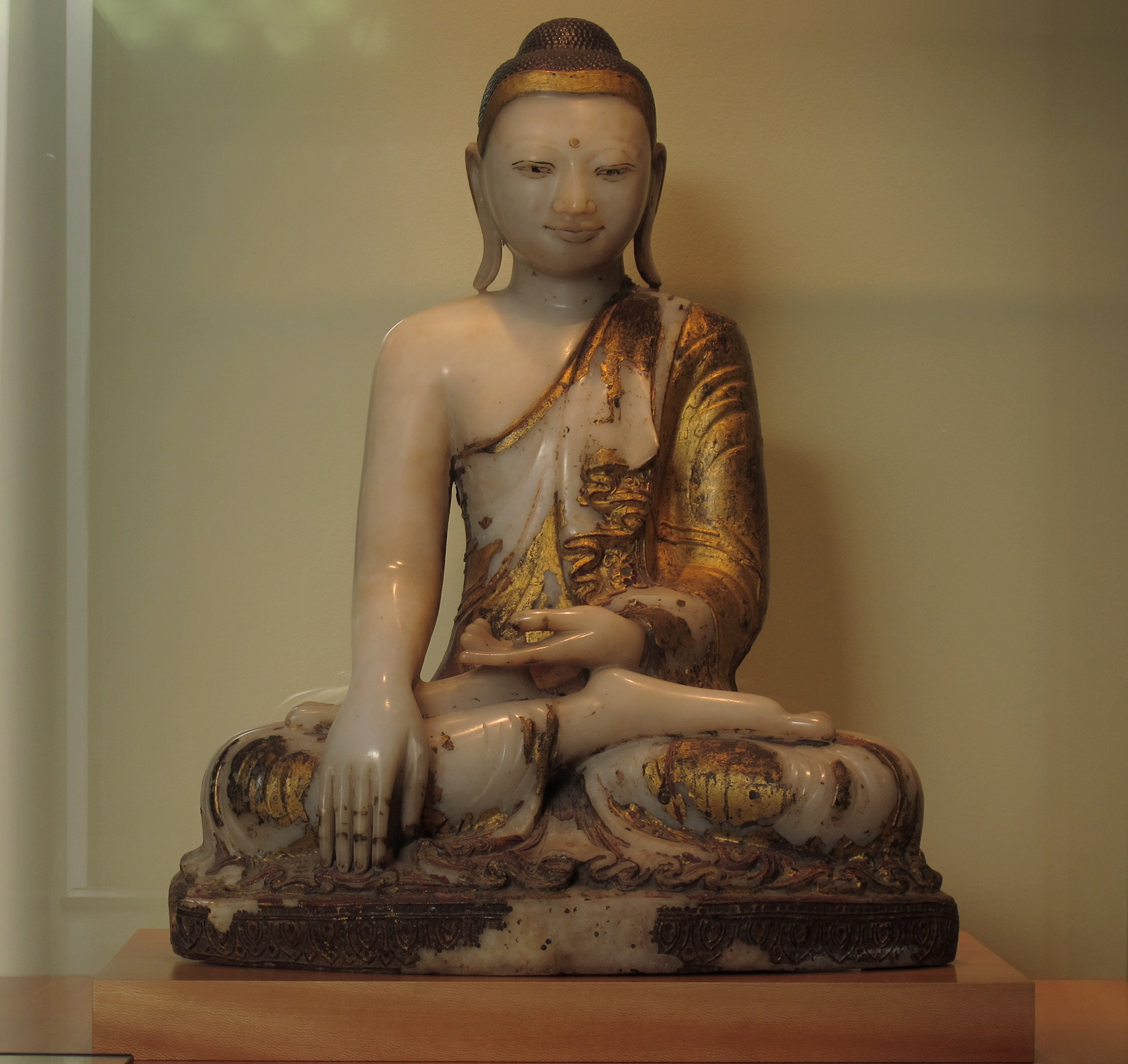
Buddha Maravijaya, Birma (19. Jh.)

Das Musée Georges Labit ist ein kleines Museum für süd-, südost- und ostasiatische sowie altägyptische Kunst in der französischen Stadt Toulouse. Es geht zurück auf die Sammlung des Ethnologen Georges Labit (1862–1899), der auf seinen Asienreisen zahlreiche Kunstschätze erwarb und diese ab 1893 in einem privaten Museum öffentlich zugänglich machte.
Das Museumsgebäude ist eine Villa im orientalisierenden Stil des Architekten Jules Calbairac (1857–1935). Es befindet sich innerhalb eines asiatischen Gartens direkt am Canal du Midi im Südosten der Stadt.
1912 ging das Museum in städtischen Besitz über. Anfang der 1930er-Jahre wurde die bisher noch recht gemischte Sammlung neu geordnet, um sich ausschließlich auf asiatische Kunst zu konzentrieren. 1948 wurde dann die städtische ägyptologische Sammlung in das Musée Georges Labit übertragen.
Zu den gezeigten Stücken gehören unter anderem zahlreiche Bodhisattva- und Buddha-Statuen und Chinesisches Porzellan. Die Höhepunkte der ägyptischen Sammlung sind die (bisher nicht ganz eindeutig datierte) Mumie der etwa 35-jährigen Frau In-Imen-nay.s-Nebout samt Sarkophag sowie das Totenbuch im Namen des Ta-net-Imen (Papyrus Varille).
In einem Pavillon am Rand des Gartens des Museums befindet sich eine angeschlossene Fachbibliothek mit etwa 1500 Werken.